# Franciszek Węgrzyn
Franciszek Węgrzyn (ur. 5 marca 1892 w Woli Mieleckiej, zm. 1965 w Stanach Zjednoczonych) – podpułkownik dyplomowany piechoty Wojska Polskiego, kawaler Orderu Virtuti Militari.

## Życiorys
Urodził się 5 marca 1892 w Woli Mieleckiej jako syn Szymona i Tekli z d. Bakówny.
14 października 1920 roku został zatwierdzony z dniem 1 kwietnia 1920 roku w stopniu kapitana, w piechocie, w grupie oficerów byłych Legionów Polskich. Pełnił wówczas służbę w 5 pułku piechoty Legionów. 1 czerwca 1921 roku pełnił służbę w dowództwie 1 Dywizji Piechoty Legionów, a jego oddziałem macierzystym był 5 pułk piechoty Legionów. 3 maja 1922 roku został zweryfikowany w stopniu kapitana ze starszeństwem z dniem 1 czerwca 1919 roku i 973. lokatą w korpusie oficerów piechoty. Do jesieni 1923 roku był oficerem sztabu pułkownika Bolesława Popowicza, dowódcy piechoty dywizyjnej 1 Dywizji Piechoty Legionów w Wilnie, pozostając oficerem nadetatowym 5 pułku piechoty Legionów.
31 października 1923 roku został przydzielony do Wyższej Szkoły Wojennej w Warszawie, w charakterze słuchacza IV Kursu Normalnego. 1 października 1925 roku, po ukończeniu kursu i otrzymaniu dyplomu naukowego oficera Sztabu Generalnego, został przeniesiony służbowo do Oddziału IV Sztabu Generalnego w Warszawie na okres sześciu miesięcy. Z dniem 1 kwietnia 1926 roku został przydzielony do Inspektoratu Armii Nr I w Wilnie, którym kierował generał dywizji Edward Śmigły-Rydz.
Z dniem 1 października 1926 roku został przydzielony do Biura Inspekcji Generalnego Inspektora Sił Zbrojnych. 12 kwietnia 1927 roku został awansowany do stopnia majora ze starszeństwem z dniem 1 stycznia 1927 roku i 78. lokatą w korpusie oficerów piechoty. 5 listopada 1928 roku ogłoszono jego przeniesienie do 74 pułku piechoty w Lublińcu na stanowisko dowódcy batalionu, lecz już 28 października został przydzielony na dwumiesięczny XII normalny kurs w Centralnej Szkole Strzelniczej w Toruniu. 23 grudnia 1929 roku został przeniesiony do dowództwa 14 Dywizji Piechoty w Poznaniu na stanowisko szefa sztabu. 23 października 1931 roku ogłoszono jego przeniesienie do Dowództwa Okręgu Korpusu Nr VII w Poznaniu. W dowództwie pełnił obowiązki szefa sztabu. W listopadzie 1933 roku został dowódcą batalionu w 57 pułku piechoty wielkopolskiej w Poznaniu. Na podpułkownika został awansowany ze starszeństwem z dniem 1 stycznia 1934 roku i 8. lokatą w korpusie oficerów piechoty. W kwietniu 1934 roku został przeniesiony do 50 pułku piechoty w Kowlu na stanowisko zastępcy dowódcy pułku. W 1937 roku został przeniesiony do Korpusu Ochrony Pogranicza na stanowisko szefa sztabu tej formacji. W 1938 roku zastąpił pułkownika Tadeusza Münnicha na stanowisku dowódcy 26 pułku piechoty w Gródku Jagiellońskim.
W czasie kampanii wrześniowej dowodził 26 pułkiem piechoty. Walczył w obronie Warszawy jako dowódca odcinka „Utrata” Przedmościa Praskiego. Po kapitulacji stolicy przebywał w niewoli niemieckiej, między innymi w Oflagu VII A Murnau. Wiosną 1945 roku, po uwolnieniu z niewoli, przebywał początkowo w Wielkiej Brytanii, skąd wyjechał do Stanów Zjednoczonych i tam osiadł na stałe.

## Ordery i odznaczenia
- Krzyż Złoty Orderu Wojskowego Virtuti Militari[23]
- Krzyż Srebrny Orderu Wojskowego Virtuti Militari[24]
- Krzyż Niepodległości (16 września1931)[25][24]
- Krzyż Kawalerski Orderu Odrodzenia Polski (10 listopada 1938)[26]
- Krzyż Walecznych (czterokrotnie – „za czyny męstwa i odwagi wykazane w bojach toczonych w latach 1918–1921”)[24]
- Złoty Krzyż Zasługi (10 listopada 1928)[27][24]
- Medal Pamiątkowy za Wojnę 1918–1921
- Medal Dziesięciolecia Odzyskanej Niepodległości
- Odznaka Pamiątkowa Generalnego Inspektora Sił Zbrojnych (12 maja 1936)
- Medal 10 Rocznicy Wojny Niepodległościowej (Łotwa)[28]